# Zuber Titusz (festő)
Zuber Titusz (teljes nevén Zuber Titusz Tivadar Béla; Győr, 1921. október 25. – Győr, 1990. december 20.) magyar festőművész, grafikus, tanár, népművelő.

## Életútja
A nádorvárosi Otthon utca 36. szám alatt született római katolikus családban, Zuber Titusz János és Fekete Teréz gyermekeként. 1933-tól a győri Révai Miklós Reáliskola tanulója volt. Festői és grafikusi tehetsége fiatal korában kibontakozott, mégis a pedagógusi pályára lépett. 1954-től 1959-ig az abdai általános iskola igazgatói feladatait látta el. 1958-tól 1973-ig a Győr-Sopron Megyei Tanács művelődési osztályának munkatársa, a népművelési csoport vezetője volt. Ezt követően a győri Gárdonyi Géza Általános Iskolában rajztanáraként oktatott egészen 1983-as nyugdíjazásáig.
Fia Zuber Titusz válogatott kézilabdázó, leánya Zuber Éva tornász.

## Munkássága
A festészet alapjainak elsajátításában Pandur József, Kássa Gábor és Gallé Tibor voltak a mesterei. Az életműve derékhadát jelentő akvarelleken és olajfestményeken túl alkalmazott grafikával (könyvborítók és -illusztrációk; Csorna címere, 1968), illetve kisplasztikával is foglalkozott (Társadalmi Munkáért Emlékplakett, 1962). Alkotásainak fő témái a kisalföldi táj, a városi csendélet és a kortárs életforma zsánerképei voltak. A Győri Képző- és Iparművészeti Társulat tagjaként 1941-től szerepelt műveivel, elsősorban győri és megyei tárlatokon. Önálló kiállításai nyíltak a győri Technika Házában (1973), a Győri Műcsarnokban (1975), a soproni Festőteremben (1976), a jánossomorjai (1976), csornai (1976) és mihályi (1977) művelődési központokban, a beledi ifjúsági házban (1980), a kapuvári kiállítóteremben (1987). 1969 és 1974 között öt festészeti díjat nyert el. Művei magántulajdonban, illetve a győri Xántus János Múzeum gyűjteményében találhatóak meg.